# Siedliska (powiat brzozowski)

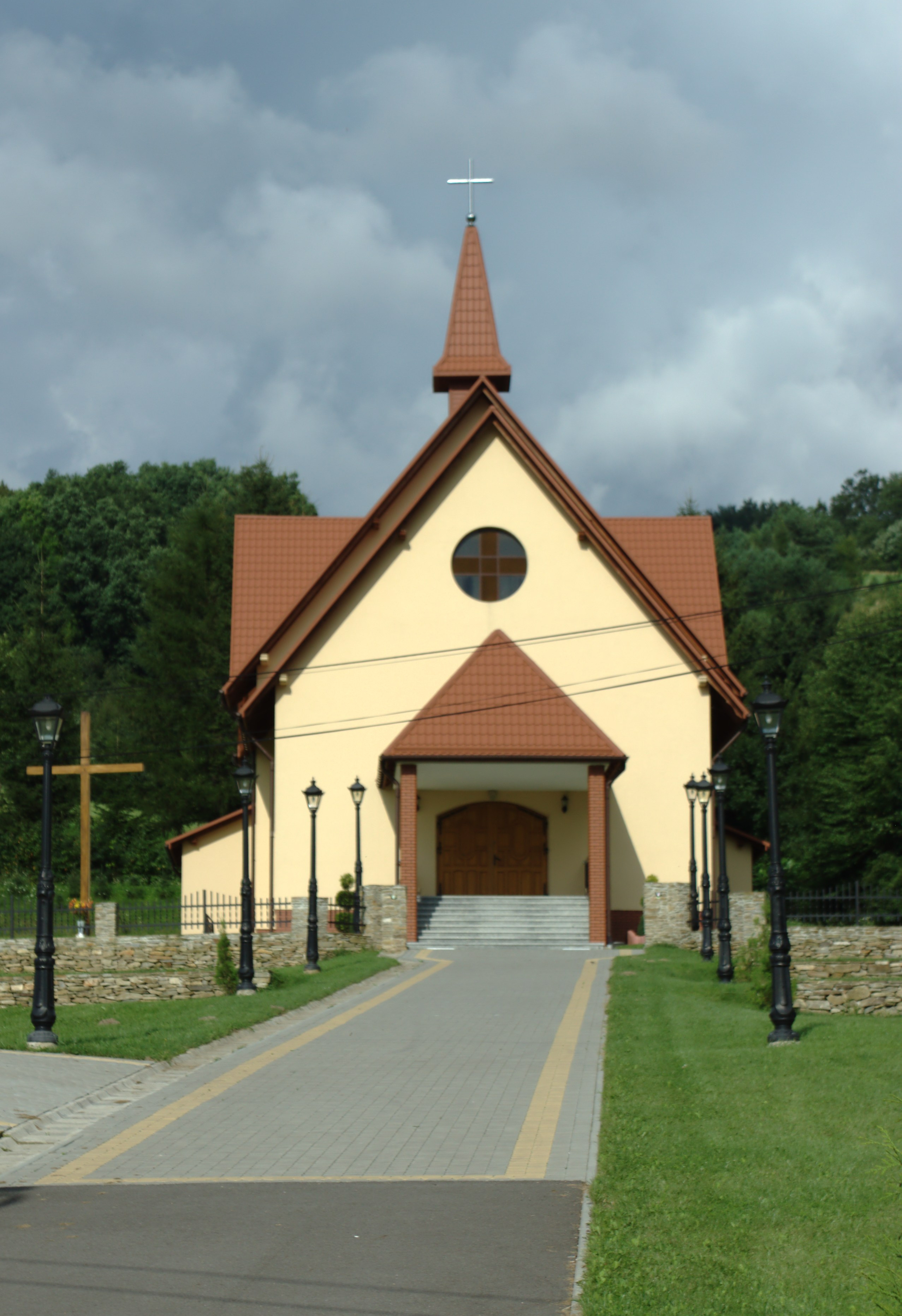
Kościół pw. Najświętszej Maryi Panny Królowej Polski

Siedliska – wieś w Polsce położona w województwie podkarpackim, w powiecie brzozowskim, w gminie Nozdrzec.
W latach 1975–1998 miejscowość należała administracyjnie do województwa krośnieńskiego.
We wsi znajduje się parafia pw. Najświętszej Maryi Panny Królowej Polski.

## Części wsi
| SIMC    | Nazwa    | Rodzaj     |
| ------- | -------- | ---------- |
| 0357989 | Gdyczyna | przysiółek |

## Historia
W połowie XIX wieku właścicielem posiadłości tabularnej Siedliska był August. hr. Starzyński.
Po I wojnie światowej dokonano zmian administracyjnych i sąsiednia wieś Gdyczyna stała się przysiółkiem Siedlisk, obejmującym wyłącznie dawny obszar dworski. Huta, Jasionów i Poręby utworzyły osobną wieś Huta Poręby. Według spisu z 1921 r., na obszarze dworskim w Gdyczynie, było nadal 10 budynków mieszkalnych zajmowanych przez 83 mieszkańców (w tym: 52 grekokatolików, 31 rzymsko-katolików). W 1929 r. przeniesiono z Dylągowej drewniany kościół z 1706 r. i ustawiono go w sąsiedztwie zabudowań dworskich.
29 maja 1945 r. Dragan Sotirovič doprowadził do podpisania w Siedliskach zawieszenia broni pomiędzy UPA i polskimi oddziałami partyzanckimi, uznającego Sowietów za wspólnego wroga. Do zawarcia formalnego, trwałego porozumienia jednak nie doszło, ale zmniejszyło ono cierpienia polskiej i ukraińskiej ludności cywilnej.
Na terenie wsi zachowało się pięć bunkrów z tzw. umocnień Linii Mołotowa.